# St. John's Town of Dalry
St. John's Town of Dalry (někdy se zkráceně označuje pouze Dalry) je vesnice nacházející se ve skotské správní oblasti Dumfries a Galloway. Původně toto sídlo patřilo pod správu bývalé správní oblasti Kirkcudbrightshire. Leží asi 26 kilometrů od hradu Douglas a asi 5 kilometrů od jezera Loch Ken.